# CFRP

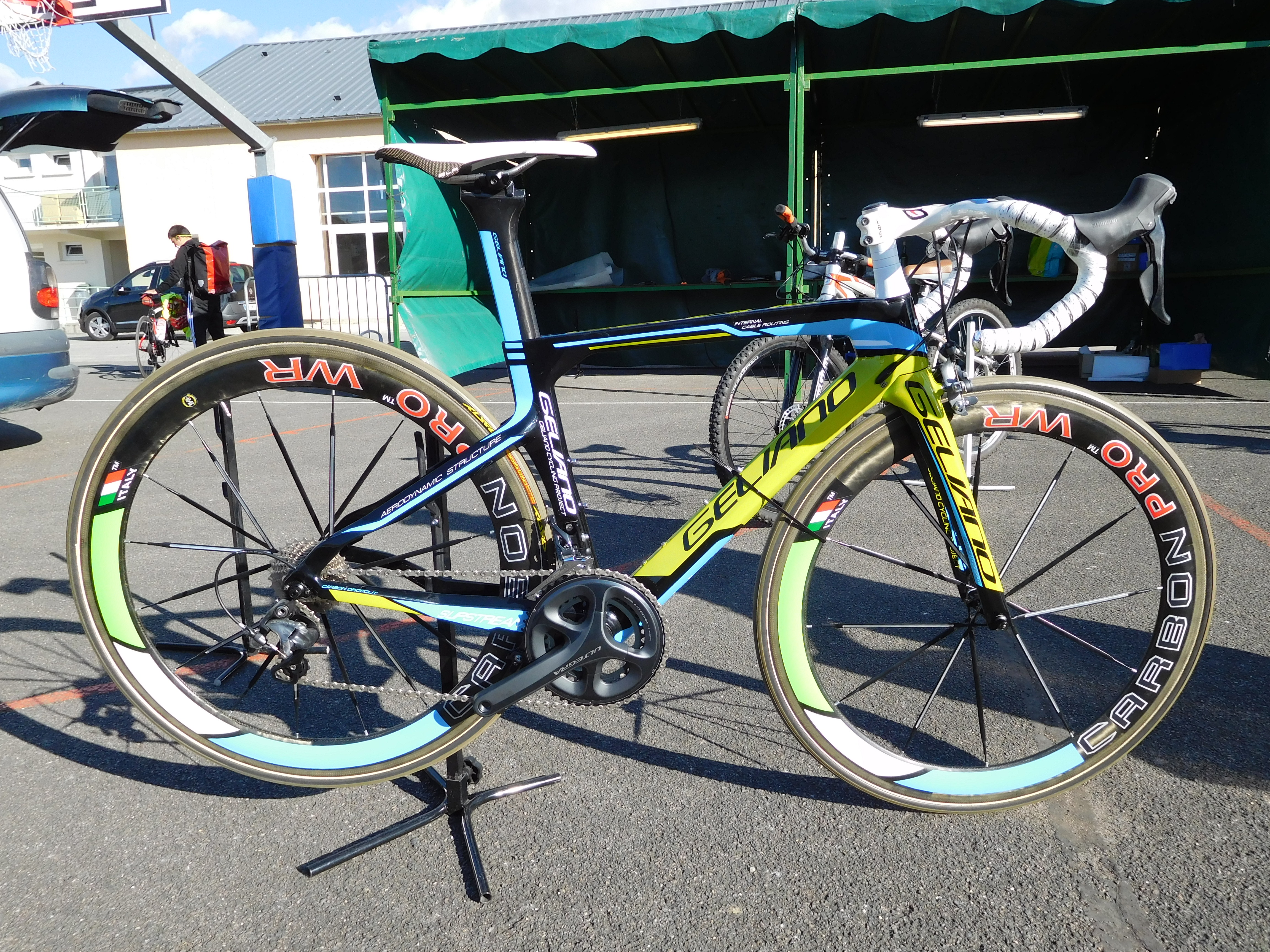
Rower do wyścigów szosowych wykonany z CFRP (rama)

CFRP (ang. Carbon fiber reinforced polymer) – kompozyt zbrojony włóknem węglowym i polimerowym lepiszczem.
CFRP charakteryzują się wysokim współczynnikiem wytrzymałości do ciężaru i sztywności, przez co znajdują zastosowanie m.in. w przemyśle lotniczym, samochodowym, budownictwie i sprzęcie sportowym.
Polimerem łączącym często jest termoutwardzalna żywica (np. żywica epoksydowa) lub inne termoutwardzalne lub termoplastyczne polimery, takie jak poliester, ester winylu lub nylonu. Kompozyt może zawierać również włókna, takie jak aramid (np. Kevlar, Twaron), aluminium, lub włókna szklane. Właściwości końcowego produktu CFRP będą też zależeć od dodatków wprowadzonych do matrycy wiążącej (żywicy). Dodatki stosowane przy produkcji CFRP to rodzaje krzemionki, guma i nanorurki węglowe.

## Właściwości[1]
Włókna węglowe charakteryzują się bardzo dobrą odpornością cieplną i chemiczną. Temperatura pracy jest jednym z najważniejszych kryteriów wyboru danego rodzaju włókien do wzmacniania materiału kompozytowego. Właściwości włókien węglowych nie zmieniają się w atmosferze nieutleniającej do temperatury 2000°C, w odróżnieniu od włókien szklanych bądź aramidowych.
Obok bardzo dużej wytrzymałości na rozciąganie głównymi zaletami polimerów zbrojonych włóknem węglowym jest mały ciężar, odporność na korozję, a także wysoka wytrzymałość zmęczeniowa oraz łatwa i ekonomiczna aplikacja.
Za wady, wynikające z anizotropii kompozytów z włókien węglowych, można uznać niską wytrzymałość i moduł sprężystości taśm w kierunku prostopadłym do kierunku włókien, a także wrażliwość na uszkodzenia mechaniczne.

## Zastosowanie w budownictwie[3][4]
CFRP znalazło szereg zastosowań w budownictwie. Używa się go m.in. do:
- zwiększenia nośności konstrukcji (np. mostów, gdyż wiele z nich było zaprojektowane na mniejsze obciążenia niż te, które aktualnie mają przenieść),
- napraw uszkodzonych struktur, wzmacnia się elementy żelbetowe oraz stalowe (np. za pomocą taśm CFRP),
- zwiększenia odporności konstrukcji na ruchy sejsmiczne.